# Electroforesis

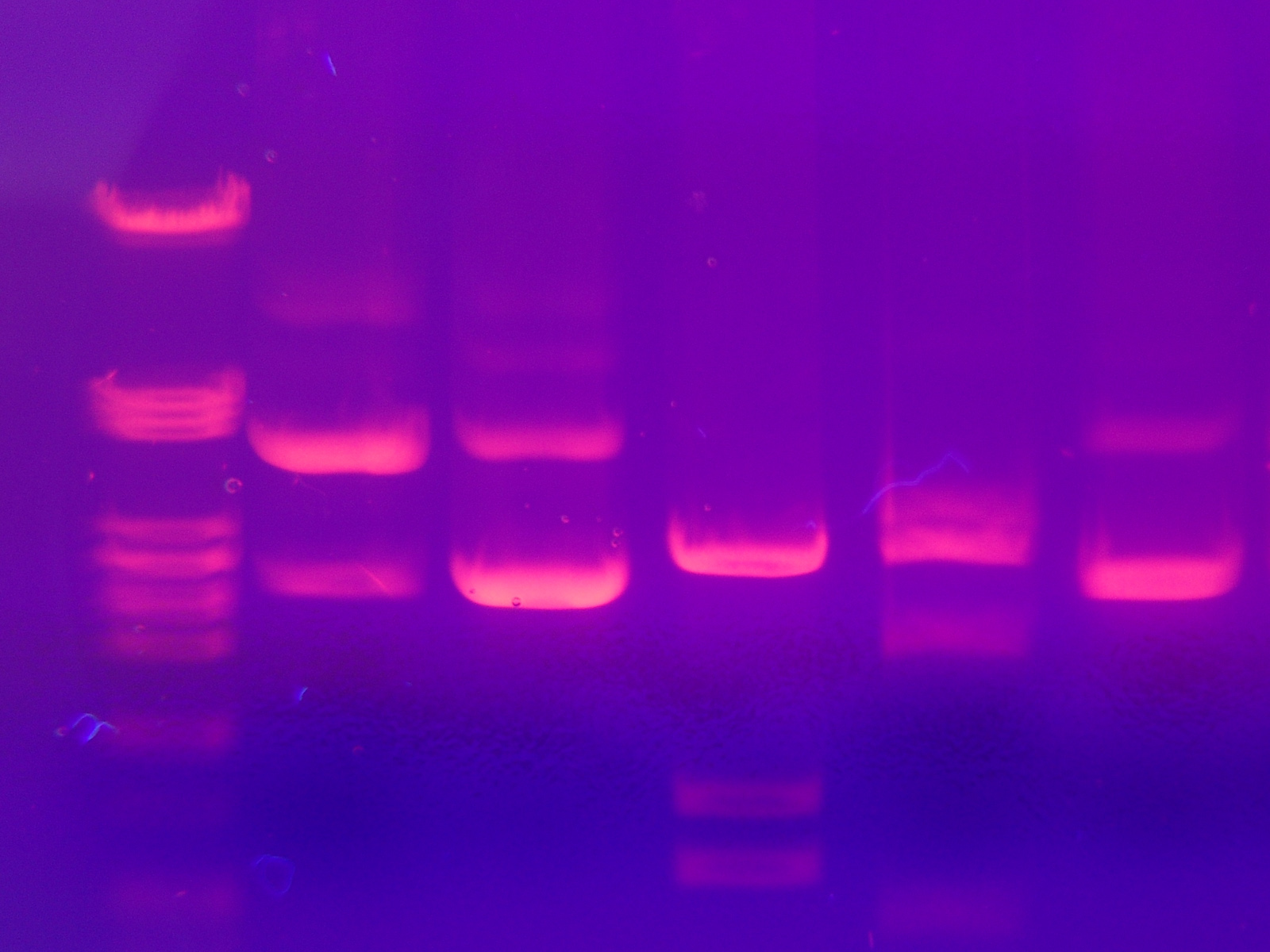
Electroforesis en gel: 6 "pistas de ADN". En la primera fila (izquierda), se utilizó como referencia ADN con tamaños de fragmentos conocidos. Diferentes bandas indican diferentes tamaños de fragmento (cuanto más pequeño, más rápido se desplaza, más bajo está en la imagen); diferentes intensidades indican diferentes concentraciones (cuanto más brillante, más ADN).

En química, la electroforesis es el movimiento de partículas dispersas cargadas o moléculas cargados disueltas relativas a un fluido bajo la influencia de un campo eléctrico espacialmente uniforme. Por regla general, se trata de zwitteriones. La electroforesis de partículas o moléculas cargadas positivamente (cationes) se denomina a veces cataforesis, mientras que la electroforesis de partículas o moléculas cargadas negativamente (aniones) se denomina a veces anaforesis'. La separación puede realizarse sobre la superficie hidratada de un soporte sólido (p. ej., electroforesis en papel o en acetato de celulosa), a través de una matriz porosa (electroforesis en gel), o bien en disolución (electroforesis libre). Dependiendo de la técnica que se use, la separación obedece en distinta medida a la carga eléctrica de las moléculas y a su masa.
La electroforesis se usa en una gran mayoría en la materia del ADN recombinante ya que nos permite saber la carga que poseen los polipéptidos, y separar los diferentes polipéptidos resultantes de las variaciones del experimento del ADN recombinante.
La variante de uso más común para el análisis de mezclas de proteínas o de ácidos nucleicos utiliza como soporte un gel, habitualmente de agarosa o de poliacrilamida. Los ácidos nucleicos ya disponen de una carga eléctrica negativa, que los dirigirá al polo positivo, mientras que las proteínas se cargan al unirse con sustancias como el SDS (detergente) que incorpora cargas negativas de una manera dependiente de la masa molecular de la proteína. Al poner la mezcla de moléculas y aplicar un campo eléctrico, estas se moverán y deberán ir pasando por la malla del gel (una red tridimensional de fibras cruzadas), por lo que las pequeñas se moverán mejor, más rápidamente. Así, las más pequeñas avanzarán más y las más grandes quedarán cerca del lugar de partida.
La electroforesis es la base de la técnicas analíticas utilizadas en bioquímica para separar partículas, moléculas o iones por tamaño, carga o afinidad de unión ya sea por libremente o a través de un medio de soporte utilizando una flujo unidireccional de carga eléctrica. Se utiliza mucho en el análisis de ADN, ARN y proteínas.
La electroforesis gota líquida es significativamente diferente de la electroforesis clásica de partículas debido a las características de las gotas, como una carga superficial móvil y la no rigidez de la interfase. Además, el sistema líquido-líquido, en el que existe una interacción entre la hidrodinámica y la fuerzas electrocinéticas en ambas fases, añade complejidad al movimiento electroforético.

## Historia
Los primeros trabajos con el principio básico de la electroforesis datan de principios del siglo XIX, basados en las leyes de Faraday de la electrólisis propuestas en el siglo XVIII y la temprana electroquímica. Los experimentos de Johann Wilhelm Hittorf, Walther Nernst y Friedrich Kohlrausch para medir las propiedades y el comportamiento de pequeños iones en movimiento a través de soluciones acuosas bajo la influencia de un campo eléctrico llevaron a descripciones matemáticas generales de la electroquímica de las soluciones acuosas. Kohlrausch creó las ecuaciones para diferentes concentraciones de partículas cargadas en movimiento , incluyendo los límites de movimiento afilados de las partículas que migran. A principios del siglo XX, los electroquímicos habían encontrado que tales límites de movimiento de partículas cargadas se podrían crear con tubos de vidrio en forma de U.
Los métodos de detección óptica de los límites en movimiento en líquidos fueron elaborados en la década de 1860 por August Toepler. Toepler midió las schlieren  (sombras) o ligeras variaciones en las propiedades ópticas en soluciones no homogéneas. Este método combinado con los métodos teóricos y experimentales para la creación y el análisis de los límites en movimiento cargados sería la base del método de electroforesis límite en movimiento de Tiselius.
La electroforesis comenzó en serio con el trabajo de Arne Tiselius en el 1931, y los nuevos procesos de separación y técnicas de análisis químicos basados en la electroforesis continúan siendo desarrollados en el siglo XXI. Tiselius, con el apoyo de la Fundación Rockefeller, desarrolló el "aparato de Tiselius" para la electroforesis límite de movimiento, que fue descrito en 1937 en el conocido artículo "A New Apparatus for Electrophoretic Analysis of Colloidal Mixtures" [Un nuevo aparato para el análisis electroforético de mezclas coloidales]. El método se extendió lentamente hasta el advenimiento de los métodos de la electroforesis de zona efectiva en los años 1940 y 1950, que utilizan papel de filtro o geles como apoyo a los medios de soporte. En la década de 1960, los métodos de electroforesis en gel se volvieron cada vez más sofisticados haciendo posible separar moléculas biológicas basadas en diminutas diferencias físicas y químicas, ayudando a impulsar el auge de la biología molecular. La electroforesis en gel y las técnicas relacionadas se convirtieron en la base para una amplia gama de métodos bioquímicos, tales como las huellas digitales de proteínas, la hibridación Southern y procedimientos de transferencia similares, secuenciación del ADN, y muchos más.

## Caracterización de moléculas

Representación del transporte de una partícula cargada en un electrolito a través de un medio fluido viscoso bajo la influencia de un campo eléctrico externo.

La gran mayoría de macromoléculas están cargadas eléctricamente y, al igual que los electrolitos, se pueden clasificar en fuertes y débiles dependiendo de la constante de ionización de grupos ácidos y básicos. Por ejemplo los ácidos nucleicos son poliácidos fuertes. 
Por lo general, para caracterizar la molécula se determina la velocidad a la que esta se mueve en un campo eléctrico y se utiliza para determinar, en el caso de proteínas, la masa molecular o para detectar cambios de aminoácidos y separar cuantitativamente distintas especies moleculares; en el caso de ácidos nucleicos se determina su tamaño, medido en pares de bases.

## Velocidad de una molécula

Ilustración de parámetros que influyen en la velocidad de desplazamiento en la electroforesis.

Para separar distintas especies se crea un campo eléctrico para la molécula colocada en un líquido portador. Al generar este campo existirá una intensidad  pasando constantemente del polo positivo al polo negativo, por lo tanto,  actuará una fuerza sobre la molécula y esta experimentará una aceleración hasta obtener una velocidad en la que la resistencia, por viscosidad del medio, neutraliza la fuerza impulsora, es decir, la molécula se desplaza con una velocidad constante.
{\displaystyle \mathbf {F} =q\mathbf {E} \,}
Donde {\displaystyle q} es la carga y {\displaystyle \mathbf {E} } es la intensidad del campo eléctrico.
Se asume que la partícula es esférica y a partir de la Ley de Stokes se obtiene que
{\displaystyle F_{r}=6\pi R\eta \nu \,}
donde R es el radio de la esfera, ν su velocidad y η la viscosidad del fluido.
Por lo tanto la velocidad será:
{\displaystyle \nu ={\frac {qE}{6\pi R\eta }}}
Esta velocidad se alcanza a los pocos segundos, por consiguiente se puede concluir que es constante durante todo el experimento.

## Movilidad molecular
La movilidad molecular ({\displaystyle \mu }) es una magnitud característica de la partícula o molécula que refleja la velocidad relativa a la fuerza del campo.
{\displaystyle \mu ={\frac {\nu }{E}}}
A partir de la ecuación de velocidad se obtiene que:
{\displaystyle \mu ={\frac {q}{6\pi R\eta }}}
Que también puede ser expresada por:
{\displaystyle \mu ={\frac {Ze}{6\pi R\eta }}}
Donde {\displaystyle Z} el número de electrones y {\displaystyle e=1,602\times 10^{-19}C} es la carga del electrón.
La movilidad depende de la carga de la partícula que, a su vez, depende del pH del medio en el que se encuentre. Por esta razón es necesario indicar el electrolito o el pH utilizado para determinar la movilidad.

## Factores que afectan a la electroforesis
En general la electroforesis depende directamente del campo eléctrico y este depende de distintos parámetros. Basándose en la ley de Ohm se tiene que
{\displaystyle V=IR\,}
Diferencia de potencial (V): define el campo eléctrico; la velocidad de avance es directamente proporcional a ella.
Resistencia (R): la movilidad de las moléculas es inversamente proporcional a ella.
Intensidad (I) : cuantifica el flujo de carga eléctrica, se relaciona directamente con la distancia recorrida por las moléculas.
Por último, otro factor que afecta significativamente a la electroforesis es la temperatura, esta es importante puesto que por el efecto Joule el paso de una corriente eléctrica va a producir calor y este es directamente proporcional a la diferencia de potencial y a la resistencia. Por lo tanto, es necesario controlar de manera estricta la temperatura para que esta no afecte a la muestra desnaturalizándola.

## Uso
La electroforesis se utiliza principalmente como método de análisis en biología y medicina. Las aplicaciones más importantes incluyen la electroforesis sérica , así como el análisis de ADN en forma de fragmentos y la secuenciación de ADN. Esto aprovecha la posibilidad de separar moléculas de diferentes longitudes entre sí. Para determinar los valores medidos de un gel como Por ejemplo, para distancias de carrera, masas molares, cuantificación o normalización, se utiliza un software de evaluación especializado. La electroforesis también constituye la base para la separación de proteínas y para los procesos de alta tecnología de la investigación del proteoma. La representación gráfica de los resultados es un electroferograma. Además de los procedimientos analíticos, también se utilizan procedimientos de electroforesis preparativa (incluida la electroforesis de flujo libre) para obtener cantidades de miligramos de proteínas purificadas.